# Hofgarten (Augsburg)

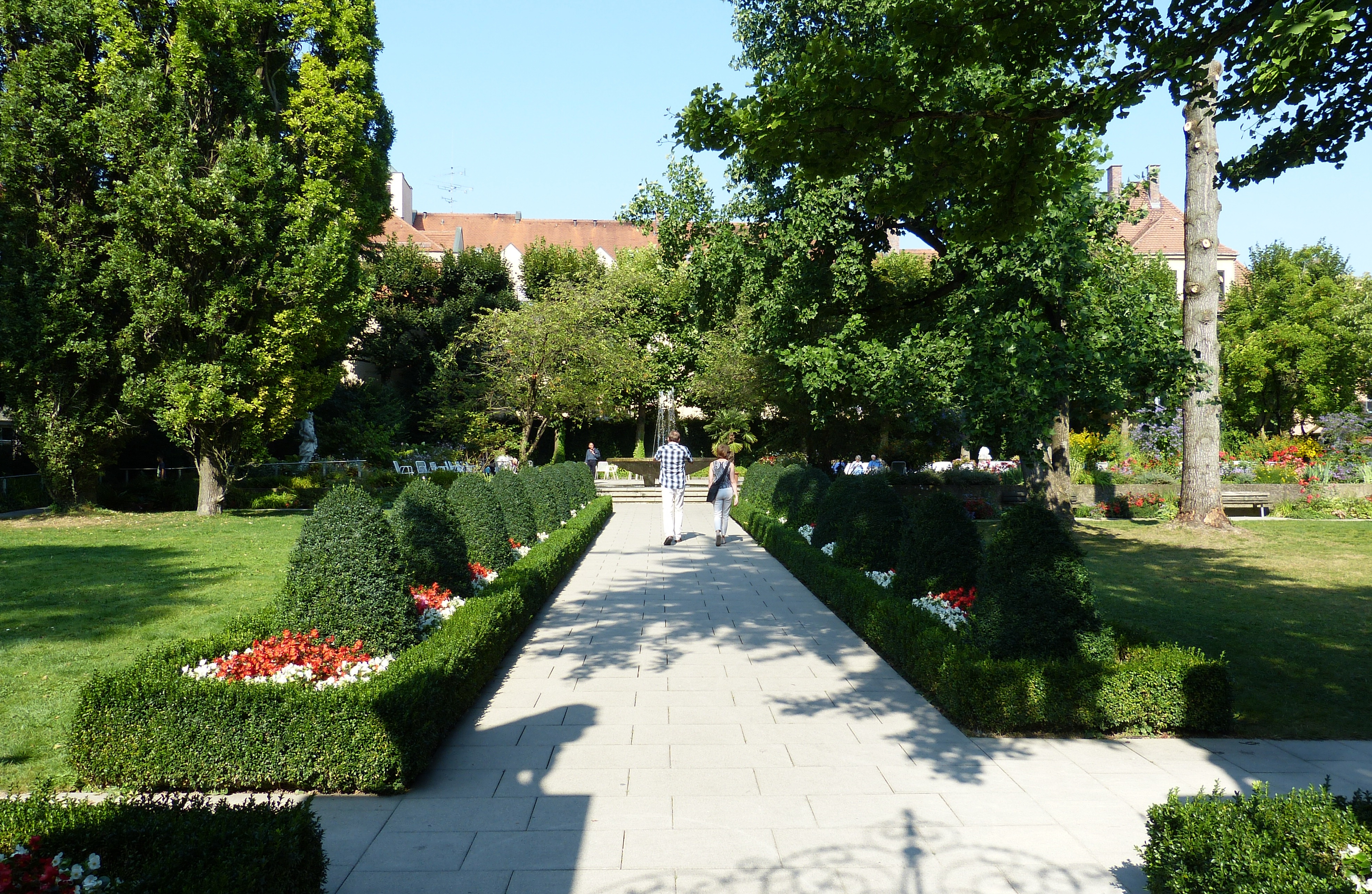
Im Hofgarten

Der Hofgarten ist eine Grünanlage in der Altstadt von Augsburg. Er ist Teil der im 18. Jahrhundert umgebauten ehemaligen Fürstbischöflichen Residenz und wurde zwischen 1739 und 1744 von Johann Caspar Bagnato angelegt.

## Geschichte
1817 in das Eigentum des Königreichs Bayern übergegangen, wurde der Hofgarten 1878 und nochmals 1898 erneuert. Seit 1963 ist die Stadt Augsburg Mieter des Hofgartens. 1964 wurde der Garten zur Parkanlage umgestaltet und anschließend für die Öffentlichkeit zugänglich gemacht. Von 2002 bis 2005 erfolgte erneut eine Renovierung. Seit August 2006 ist der Hofgarten auch barrierefrei erreichbar.
Die Stadt bezahlt bis 2032 jährlich nur 55 Euro Miete für den Hofgarten. Dafür investiert sie jährlich etwa 50.000 Euro in den Unterhalt der Gartenanlage, des Brunnens, der Wege und der Eingangstreppen.

## Gestaltung

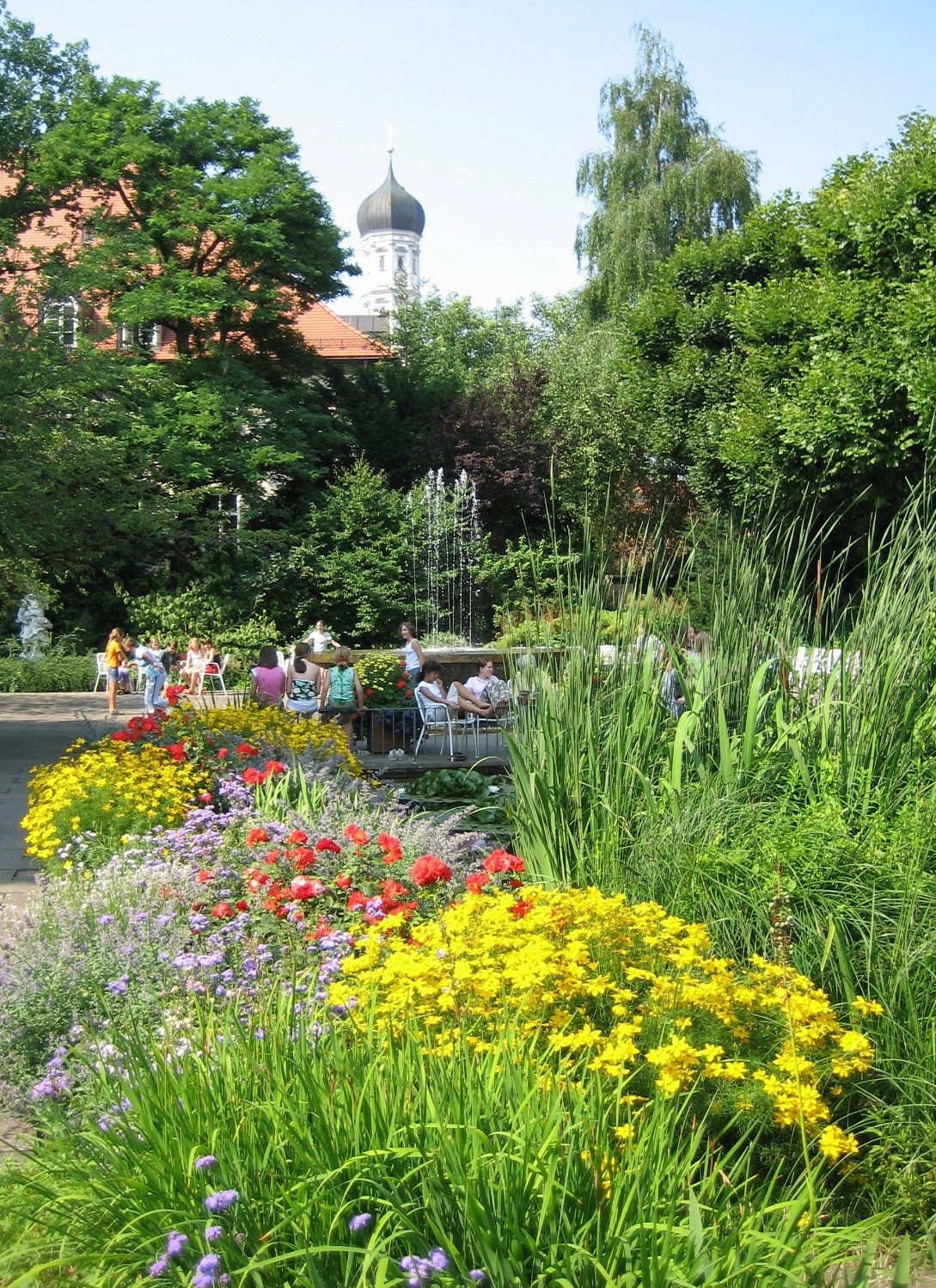
Pflanzenpracht

Nach dem Zweiten Weltkrieg bis zur Renovierung 1964 wurde der Hofgarten nur als Obstgarten genutzt. Seit der Öffnung für die Allgemeinheit sind dort Tulpenbäume, Ginkgobäume, Hibiskussträucher, Blauregen und Blumenbeete sowie Buchshecken und -pyramiden zu bewundern. Im Seerosenteich leben Zierfische und europäische Wasserschildkröten.
Neben Pflanzen und Tieren beherbergt der Augsburger Hofgarten auch fünf Zwergenfiguren aus Sandstein. Die von Johann Wolfgang Schindel 1744 geschaffenen Barockskulpturen stammen aus der Sammlung des Münchner Hofrats Sigmund Röhrer und waren bis 1963 im Wittelsbacherpark aufgestellt. Es handelt sich um sogenannte Groteskfiguren, die in ähnlicher Form auch im „Zwerglgarten“ des Bastionsgartens in Salzburg zu sehen sind. Sie stellen kleinwüchsige Menschen dar, die von europäischen Fürstenhöfen in der Barockzeit zur Belustigung „gehalten“ wurden.

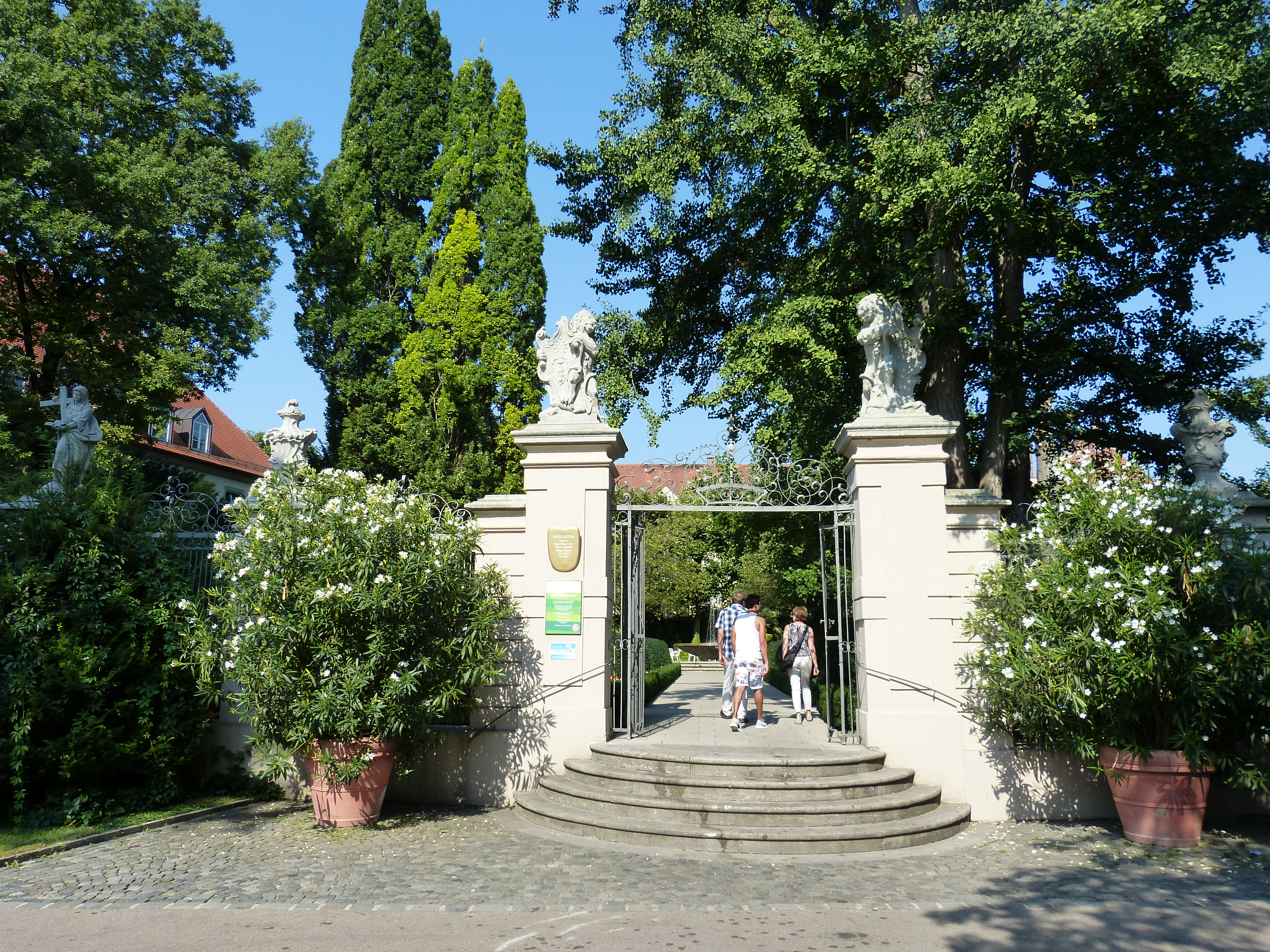
Eingang auf der Südseite
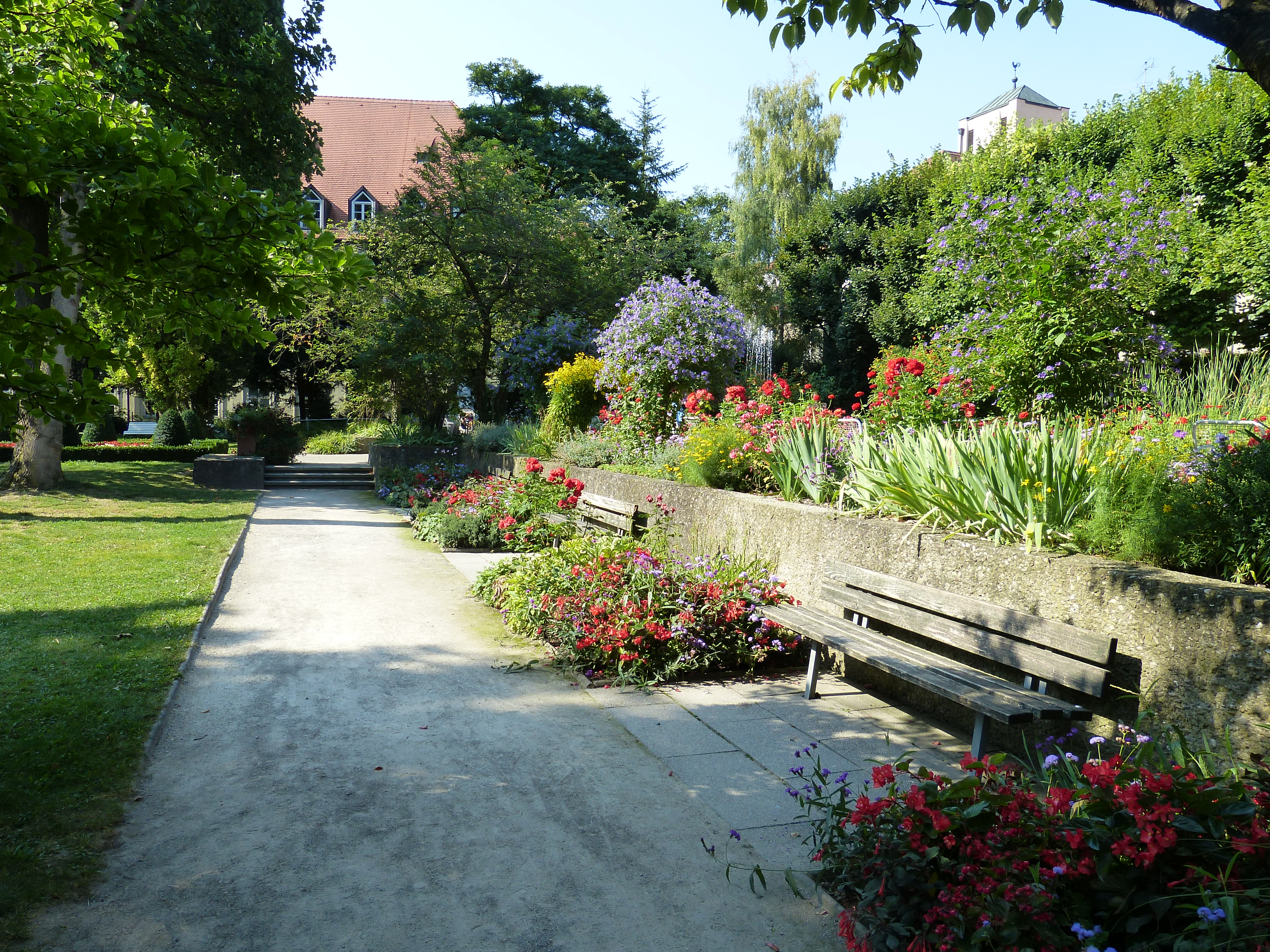
Im Hofgarten
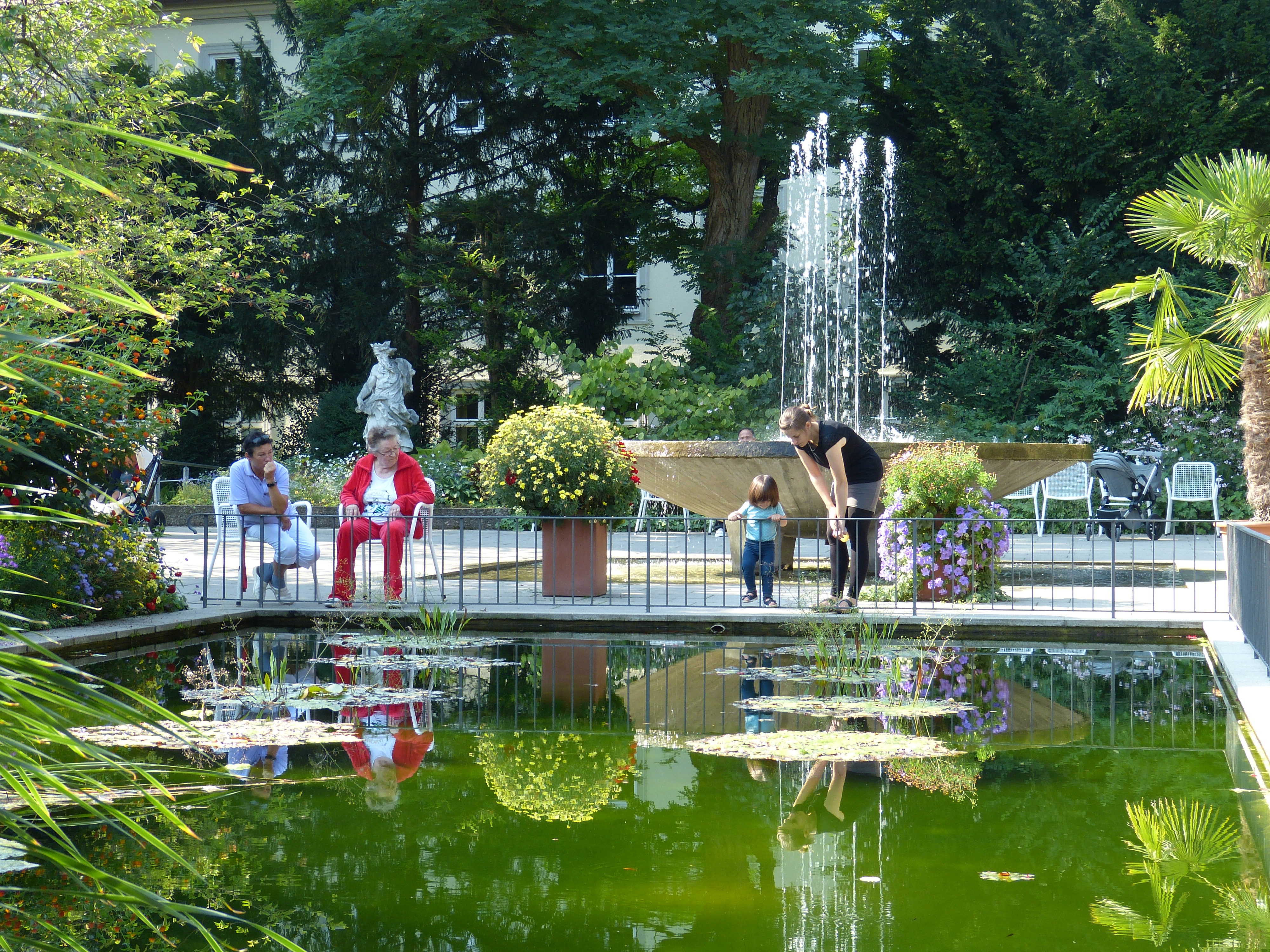
Teich
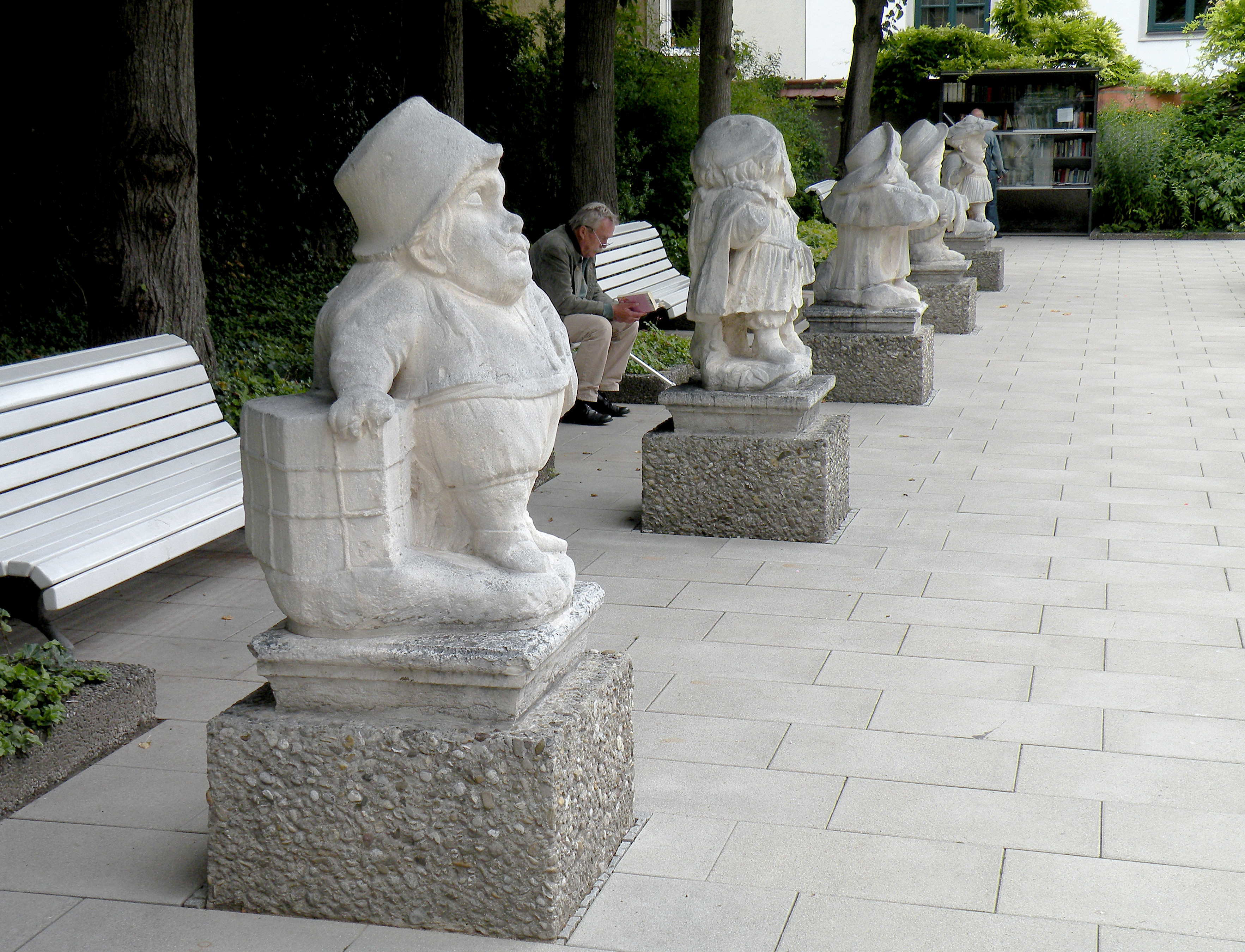
Barocke Zwergfiguren

## Hofgartenbrunnen

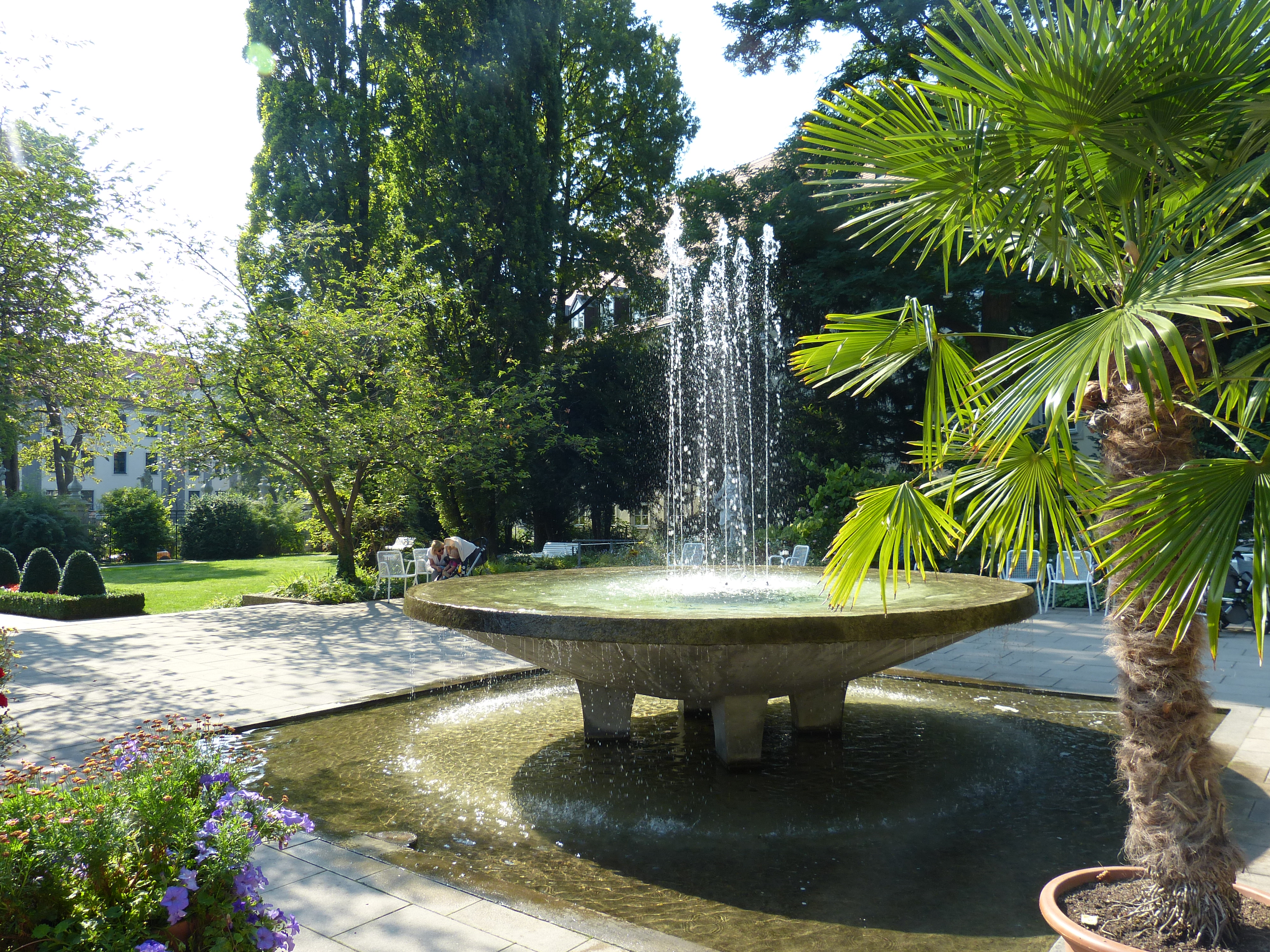
Der Hofgartenbrunnen

Im hinteren Teil der Grünanlage befindet sich auf einer leichten Anhöhe der Hofgartenbrunnen. Er besteht aus einer kreisrunden und weit ausladenden Betonschale, die – von vier Sockelfüßen getragen – in einer quadratischen Wasserfläche steht. In der Mitte der Betonschale schießen mehrere Wasserfontänen steil nach oben. Stadtbaurat Walther Schmidt ließ den Brunnen zur Eröffnung im Jahre 1964 errichten.

## Der Bücherschrank

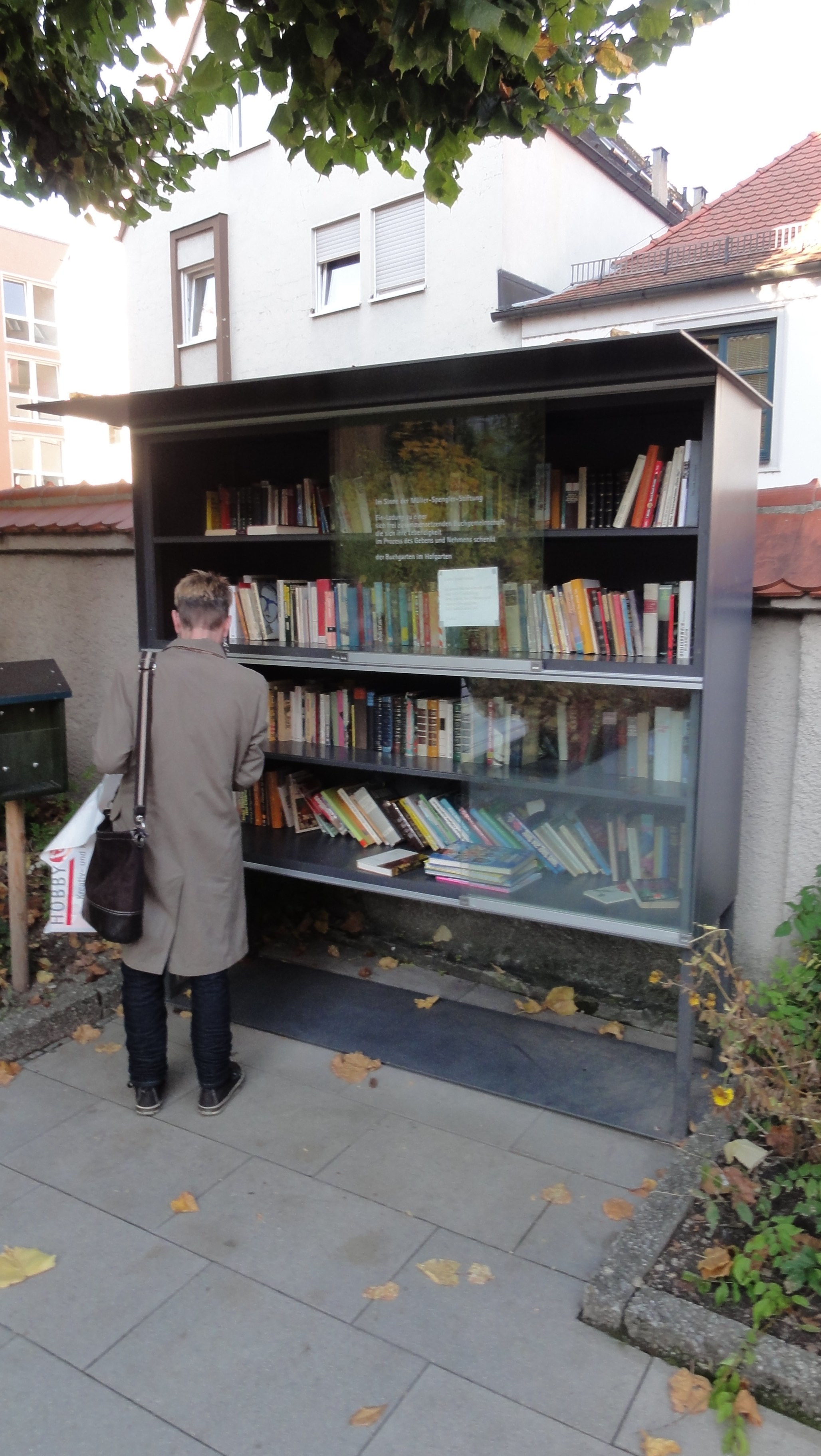
Der öffentliche Bücherschrank

Am 5. Juli 2001 stellten die amerikanischen Künstler Michael Clegg und Martin Guttmann (Clegg & Guttmann) eine drei Meter hohe mahagonifarbene Vitrine in der Nordostecke des Hofgartens auf. Die Installation mit dem Titel Die offene Bibliothek sollte als öffentlicher Bücherschrank auch die Besucher des Hofgartens miteinbeziehen. Jeder Besucher des Hofgartens kann Bücher aus der Vitrine herausnehmen und eigene hineinstellen. Die Kunstausstellung war ursprünglich auf den Sommer/Herbst 2001 begrenzt, wurde dann aber bis Herbst 2002 verlängert und im Anschluss abgebaut. Die Augsburger wünschten sich einen dauerhaften Betrieb – mit Erfolg: Am 22. Juli 2003 wurde der neue Bücherschrank, gefördert von der Augsburger Müller-Spengler-Stiftung, eröffnet.

## Öffnungszeiten
Der Hofgarten ist von April bis Oktober tagsüber von 8 bis 21 Uhr zugänglich. Von November bis März ist er geschlossen. Der Eintritt ist frei.